# Grupo de Northampton

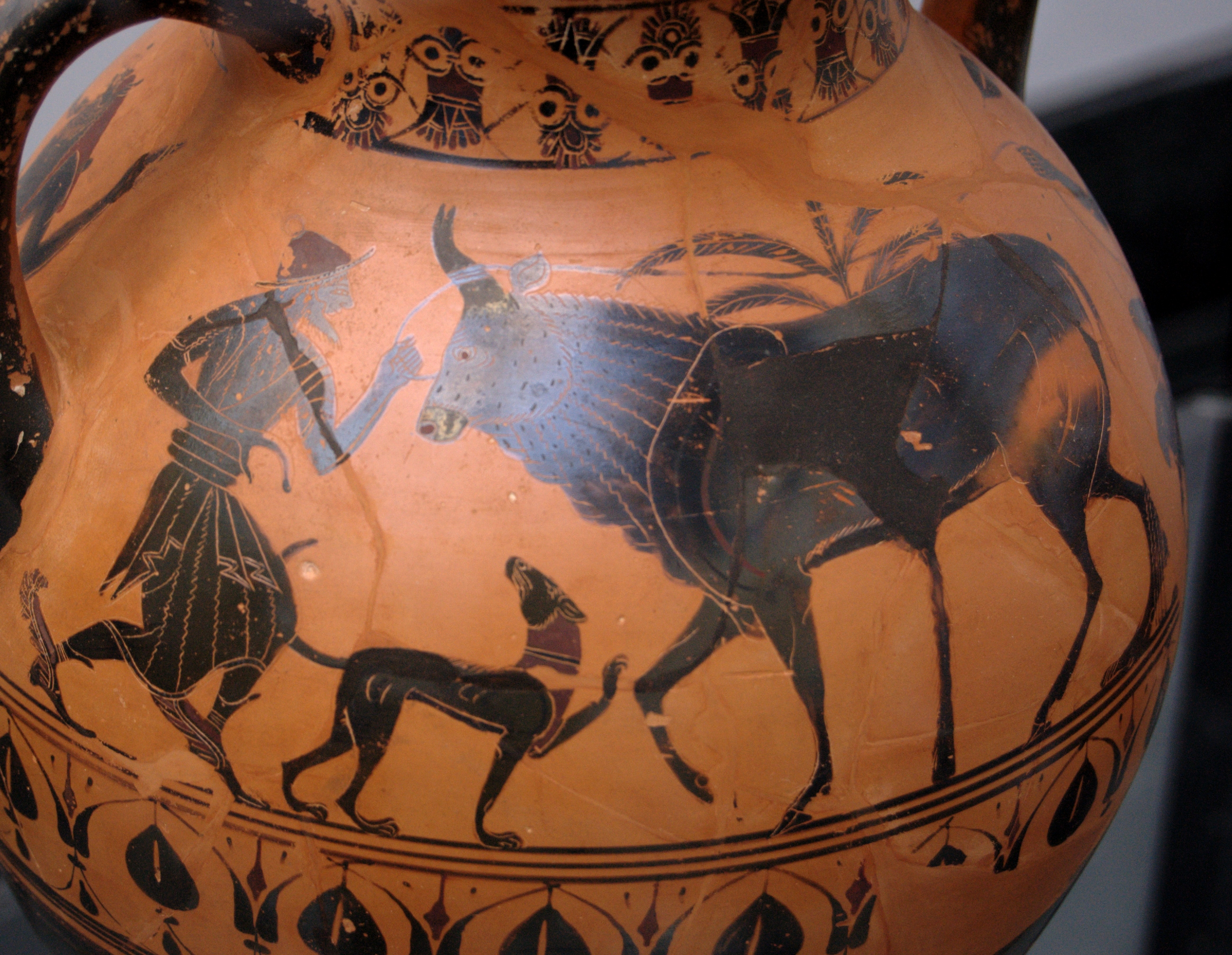
Ánfora panzuda del Grupo Northampton. Hombro A: liberación de Io (en forma de vaca) por Hermes. Múnich: Staatliche Antikensammlungen.

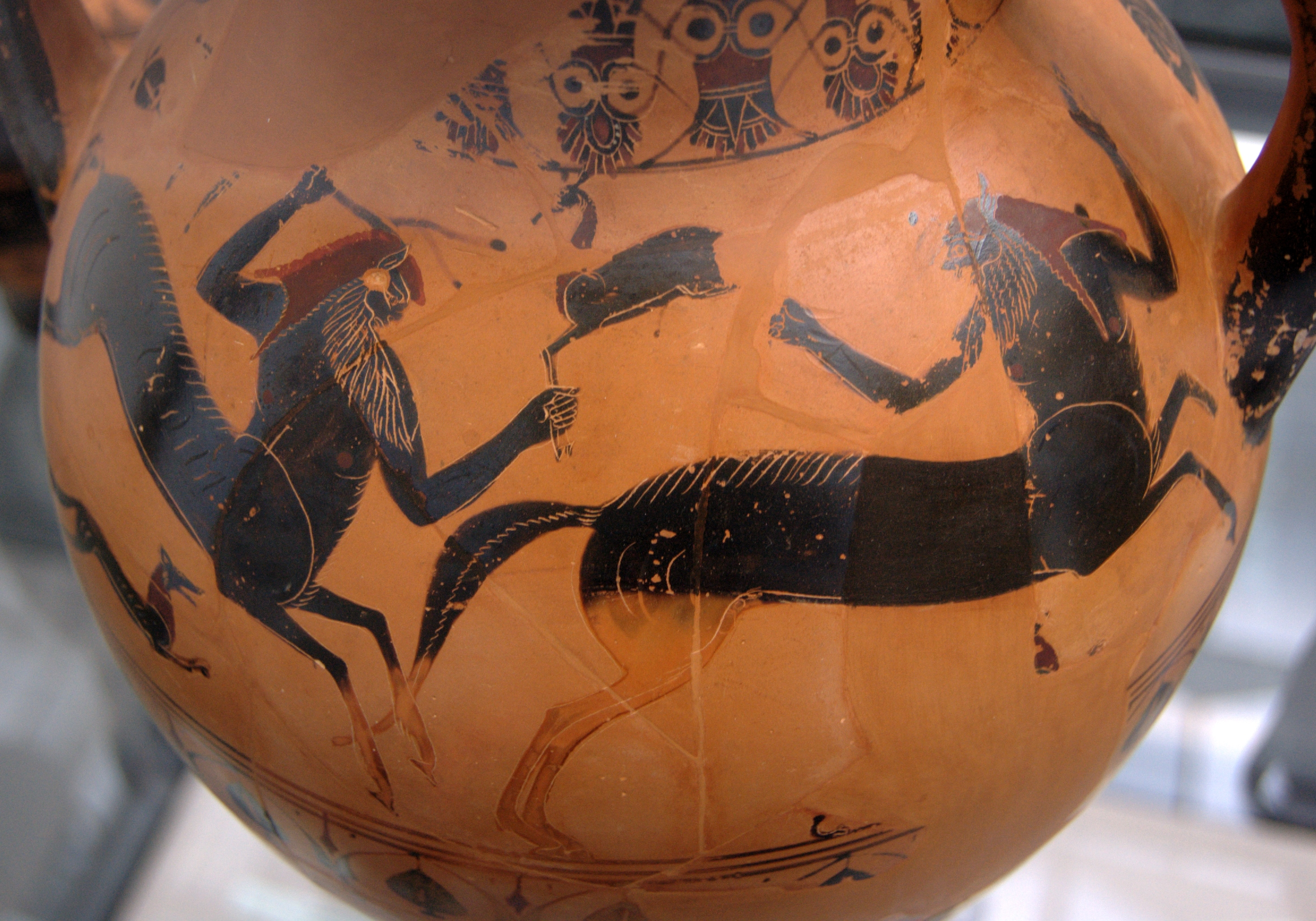
Ánfora panzuda en Múnich, Lado B: centauros.

El Grupo de Northampton fue un grupo estilístico de ánforas de la antigua Grecia en el estilo de figuras negras.
Con la excepción de una ánfora panzuda simple, los vasos del Grupo de Northampton son exclusivamente ánforas de cuello. Estilísticamente, están muy cerca de la pintura de los vasos de Jonia del Norte. Sin embargo, probablemente no fueron producidas en Jonia, sino en Italia (Etruria). Datan de alrededor del 540 a. C. Los vasos del Grupo Northampton son productos de muy alta calidad. Presentan una rica decoración ornamental y a veces imágenes muy interesantes, como un príncipe montado y hombres montados en grullas. Están estilísticamente muy relacionados con los dinos de Campana. La arcilla de los vasos del grupo Northampton es similar a la de las hidrias ceretanas y no muestra ningún indicio de un origen mediterráneo oriental.
El nombre del Grupo deriva de la ánfora de Northampton, una de las piezas más famosas de la colección de Spencer Compton, segundo marqués de Northampton, que fue presidente de la Royal Society de 1838 a 1848. Entre 1820 y 1830 vivió en Italia, donde adquirió la mayor parte de su colección de más de 160 jvasos antiguos, entre ellos 52 ánforas de figuras negras. Aproximadamente al mismo tiempo, las excavaciones comenzaron en la necrópolis de Vulci, desde donde las ánforas del grupo entraron en la Staatliche Antikensammlungen de Múnich. Aunque Lord Northampton apoyó financieramente las excavaciones, no se sabe si la ánfora de Northampton en sí es de ese sitio. Eduard Gerhard fue el primer arqueólogo que describió algunos de los vasos de la colección de Northampton, durante una visita a Roma. Después del regreso del Lord a Inglaterra, los vasos fueron colocados en su residencia en el Castillo de Ashby. A principios del siglo XX, se exhibieron públicamente. En 1980, sus descendientes subastaron la colección en Christie's. Eel ánfora de Nortahmpton se vendió por 415.360 dólares americanos.